# Vòng hải lưu Bắc Thái Bình Dương

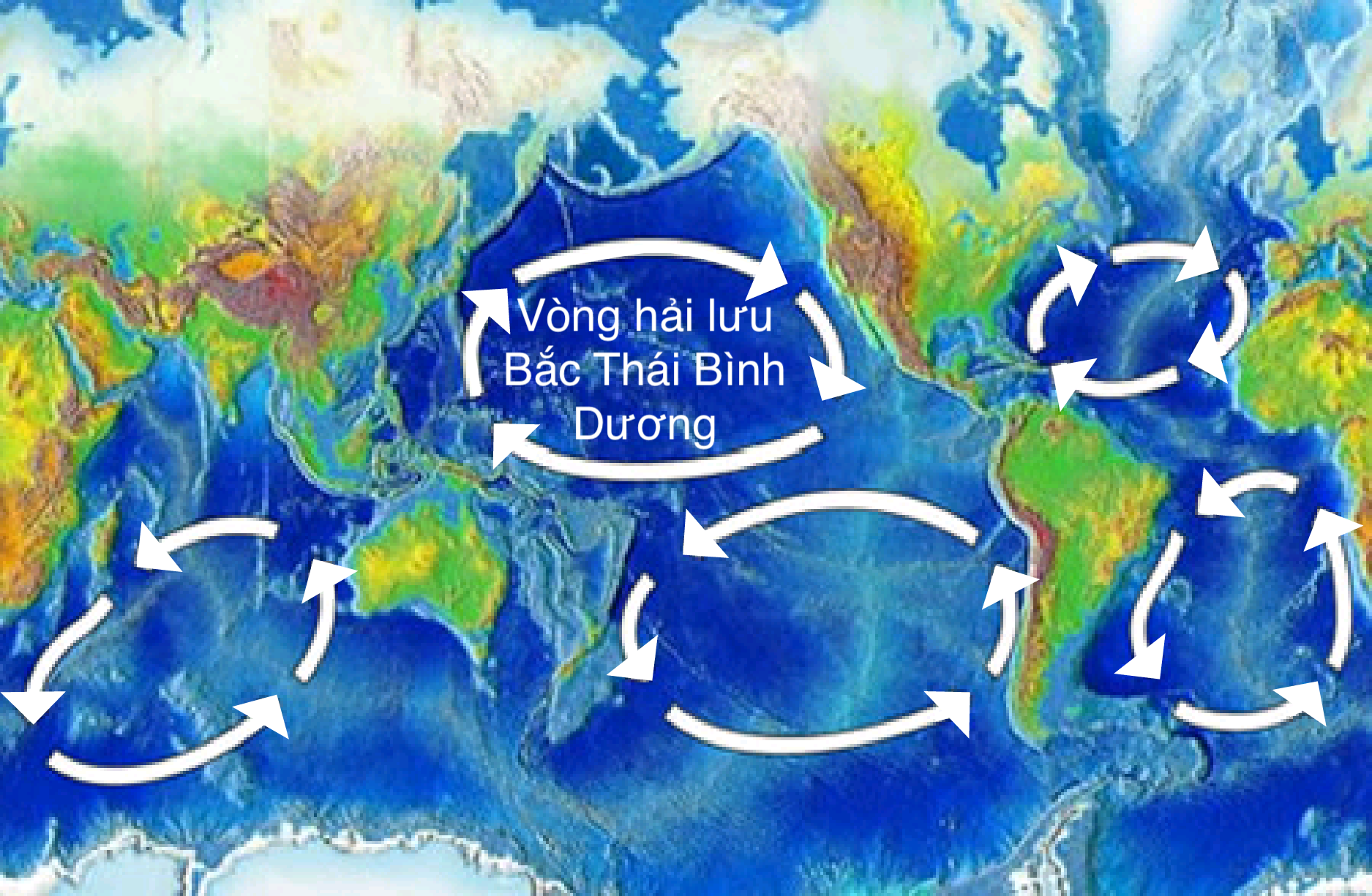
Vòng hải lưu Bắc Thái Bình Dương.

Vòng hải lưu Bắc Thái Bình Dương, hay còn gọi là vòng hải lưu Cận nhiệt đới Bắc Thái Bình Dương (để phân biệt với vòng hải lưu nhỏ là vòng hải lưu Cận cực Bắc Thái Bình Dương nằm ở phía bắc), là một trong năm vòng hải lưu lớn nhất, nằm ở phía bắc của Thái Bình Dương. Vòng hải lưu này bao trùm phần lớn diện tích bắc Thái Bình Dương, nằm bên trên đường xích đạo và bên dưới vĩ độ 50° Bắc, với diện tích 20 triệu kilômét vuông, tức khoảng 6% diện tích đại dương. Các dòng chảy ở đây theo chiều kim đồng hồ, và được hình thành bởi bốn dòng hải lưu chính là hải lưu Bắc Thái Bình Dương ở phía bắc, hải lưu California ở phía đông, hải lưu Bắc Xích đạo ở phía nam và hải lưu Kuroshio ở phía tây.
Trong vòng hải lưu này chứa hệ sinh thái lớn nhất của Trái Đất, đóng vai trò rất quan trọng trong cố định carbon và tuần hoàn dinh dưỡng. Đồng thời, đây cũng là khu vực tập trung nhiều rác thải biển trôi nổi nhất, tích tụ thành đảo rác Bắc Thái Bình Dương.

## Dòng chảy
Vòng hải lưu Cận nhiệt đới Bắc Thái Bình Dương và vòng hải lưu Cận cực Bắc Thái Bình Dương nhỏ hơn ở phía bắc tạo thành hai vòng hải lưu chính ở bắc Thái Bình Dương. Hệ thống hai vòng hải lưu này được hình thành và duy trì bởi các luồng gió mậu dịch và gió Tây ôn đới. Đây là một ví dụ điển hình của việc tạo ra hệ thống hai vòng hải lưu bằng các dòng gió. Sự luân chuyển nhiệt muối yếu ở bác Thái Bình Dương và các dòng chảy bị chặn bởi đất liền ở phía bắc là các yếu tố hỗ trợ hình thành hai vòng hải lưu này. Các vòng hải lưu này nhỏ dần và yếu hơn theo độ sâu, và càng xuống sâu thì vùng cao áp ở tâm vòng cận nhiệt đới càng dịch về phía tây bắc.

### Dòng chảy cận nhiệt đới

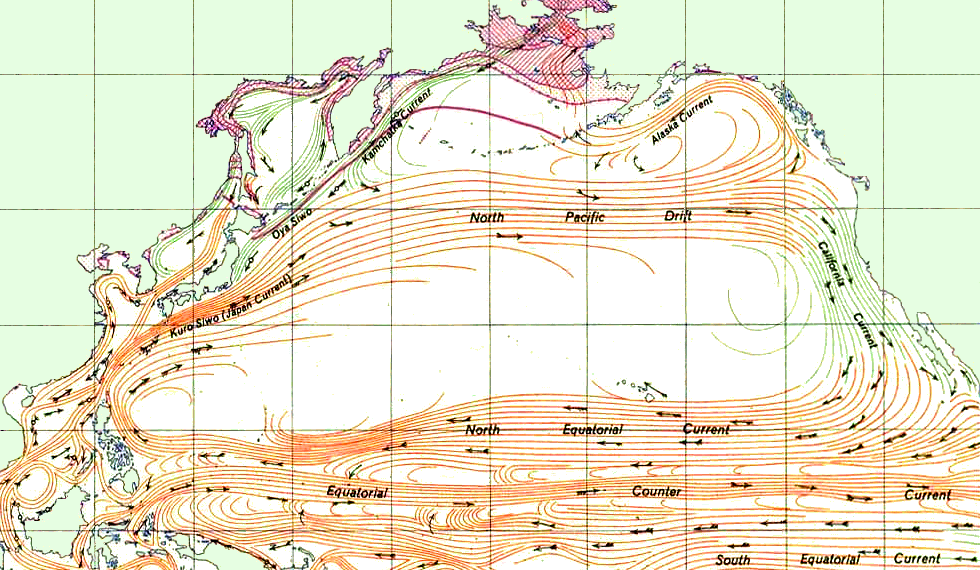
Các dòng chảy ở bắc Thái Bình Dương

Giống như với tất cả các vòng hải lưu cận nhiệt đới khác, vòng hải lưu Bắc Thái Bình Dương là một xoáy nghịch với dòng chảy theo chiều kim đồng hồ quanh trung tâm cao áp, do nằm ở Bắc Bán cầu. Hệ thống dòng chảy của vòng hải lưu Bắc Thái Bình Dương có mối liên hệ với các dòng vận chuyển Sverdrup về phía xích đạo và Ekman hướng xuống sâu. Dòng vận chuyển Ekman cũng làm cho nước đi vào tâm của vòng hải lưu, tạo nên mặt biển nghiêng dốc về tâm, và gây ra dòng chảy địa dưỡng.
Hải lưu Kuroshio là dòng chảy mạnh và hẹp, tác động lên toàn bộ cột nước sâu tới tận đáy, và đóng vai trò dòng biên phía tây của vòng hải lưu Bắc Thái Bình Dương. Nó chảy về phía bắc rồi chếch dần về phía đông khi đến gần cực; phần hướng về phía đông này được gọi là hải lưu Kuroshio Mở rộng. Hải lưu Bắc Thái Bình Dương thì nằm ngay phía bắc của vòng hải lưu cận nhiệt đới Bắc Thái Bình Dương, và chảy về hướng đông. Trong hải lưu này có một dòng chảy nhỏ hướng về phía tây, là dòng biên phía nam cho vòng hải lưu Cận cực Bắc Thái Bình Dương, còn được gọi là Dòng Cận cực hay Gió Trôi Tây. Hải lưu California là dòng biên phía tây của vòng hải lưu Bắc Thái Bình Dương và chảy về phía nam dọc theo bờ biển California. Hiện tượng nước trồi duy trì dòng chảy của hải lưu California và một dòng chảy ngầm về phía bắc. Hải lưu Bắc Xích đạo là biên giới phía nam của vòng hải lưu Bắc Thái Bình Dương và chảy về hướng tây. Hải lưu này bao gồm cả dòng chảy hướng tây của tuần hoàn xoáy thuận nhiệt đới có hình dạng dẹt dọc theo xích đạo.
Ở phía tây của Bắc Thái Bình Dương, bề mặt của vòng hải lưu cận nhiệt đới thường có "hình chữ C", với miệng mở của chữ C này hướng về phía đông. Hình chữ C này được tạo thành từ bộ ba vòng hải lưu nhỏ, mỗi vòng hải lưu là một cặp dòng chảy: cặp hải lưu Kuroshio với dòng ngược Kuroshido, cặp dòng ngược Cận nhiệt đới với một dòng chảy hướng tây ngay phía nam dòng ngược này, và cặp hải lưu Bắc Xích đạo với một dòng chảy hướng đông ở khoảng vĩ độ 18° Bắc.

### Dòng chảy theo độ sâu
Vòng hải lưu Cận nhiệt đới Bắc Thái Bình Dương yếu dần khi xuống sâu. Tương tự như mọi vòng hải lưu cận nhiệt đới, Vòng hải lưu Bắc Thái Bình Dương thu hẹp dần về phần dòng chảy mạnh nhất khi độ sâu tăng dần, dịch về phía tây bắc giữa hải lưu Kuroshio và hải lưu Kuroshio Mở rộng. Thay đổi theo độ sâu diễn ra mạnh nhất ở khoảng từ bề mặt đến cỡ 200 mét dưới mặt biển. Vùng biên giới giữa dòng chảy về phía đông với dòng chảy về phía tây nằm ở vĩ độ 20° Bắc tại bề mặt và nẳm ở khoảng 25 – 30° Bắc tại độ sâu gần 200 m. Vùng "hình chữ C" nằm ở phía tây của vòng hải lưu, nơi có chứa Dòng ngược Cận nhiệt đới, biến mất ở độ sâu 200 m. Xuống đến độ sâu 1000 – 1500 m, vòng hải lưu Cận nhiệt đới này nằm hoàn toàn ở phía tây của Bắc Thái Bình Dương, ngay giữa hải lưu Kuroshio và hải lưu Kuroshio Mở rộng. Với biển cận nhiệt đới, dòng chảy yếu ở những nơi không có ảnh hưởng của vòng hải lưu cận nhiệt đới. Khác biệt về độ cao vị trở cho khoảng cách 1000 km chỉ khoảng 1 cm ở bên ngoài vòng hải lưu, thay vì khoảng 10 cm ở vùng bên trong.

## Hệ sinh thái
Vòng hải lưu Bắc Thái Bình Dương, với diện tích khoảng 20 triệu kilômét vuông, là sinh cảnh lớn nhất của đại dương mở và chứa quần xã sinh vật liên tục lớn nhất Trái Đất. Phía tây của nó, từ kinh độ 180° trở về tây, có sự thay đổi thời tiết lớn hơn phía đông, một phần do kích thước lớn của vòng hải lưu này.

### Chu trình dinh dưỡng

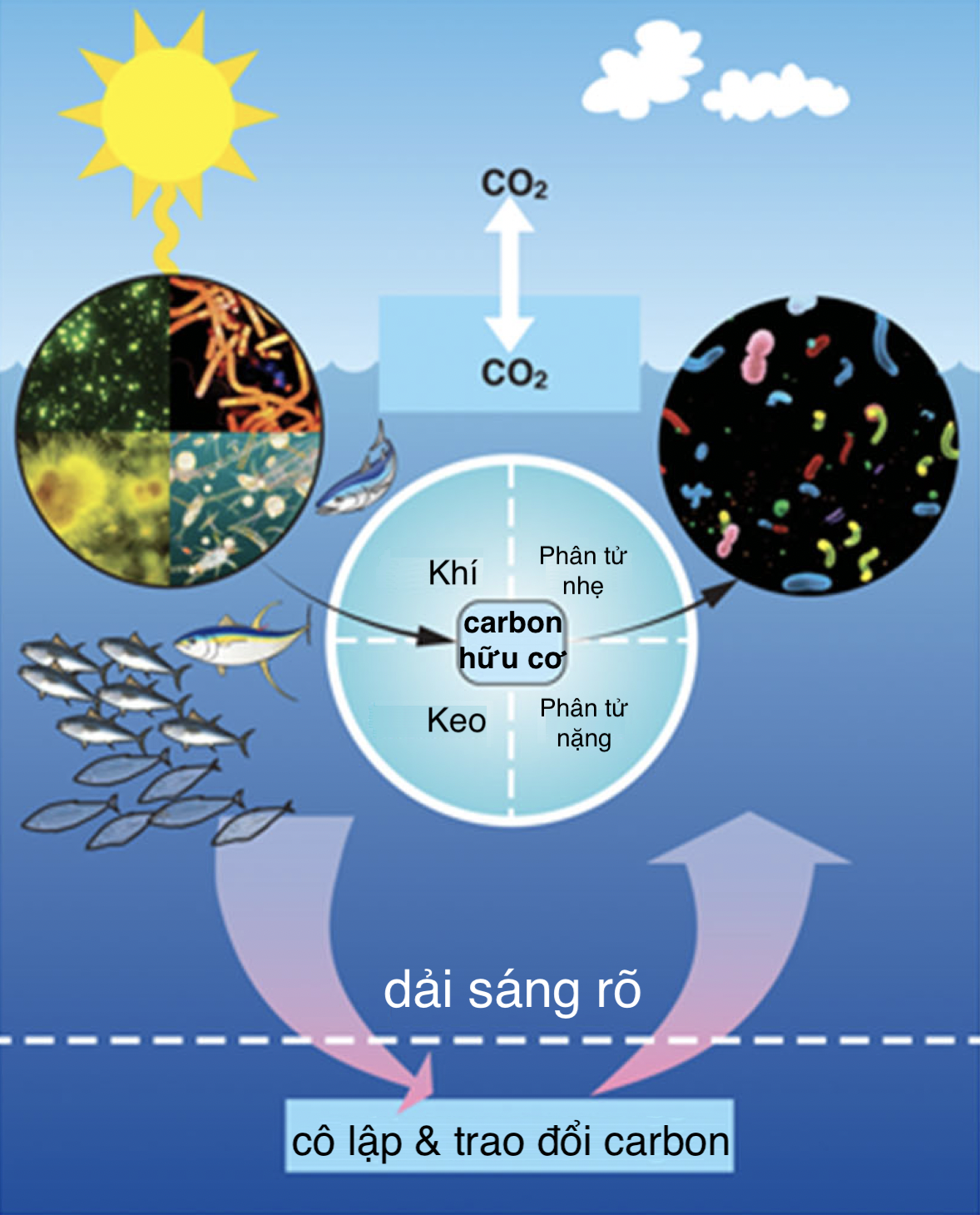
Chu trình carbon với sự tham gia của quần xã sinh học tại vòng hải lưu Bắc Thái Bình Dương, đóng góp quang trọng vào cô lập carbon trên toàn cầu.

Mặt biển ở trung tâm vòng hải lưu Bắc Thái Bình Dương ít khoáng chất thiết yếu cho sinh trưởng của sinh vật, dẫn đến mật độ sinh khối thấp. Điều này làm cho nước ở bề mặt trung tâm vòng hải lưu này khá trong, và ánh sáng Mặt Trời có thể xuyên thấu xuống các vùng nước sâu hơn, tạo điều kiện cho quang hợp ở lớp nước sâu. Nhiều mô hình coi vòng hải lưu Bắc Thái Bình Dương gồm hai lớp: lớp trên gần mặt biển gồm chủ yếu sinh vật tự dưỡng sử dụng nguồn khoáng dinh dưỡng được tuần hoàn từ vùng nước khác đến, và lớp bên dưới, nơi có nhiều khoáng chất dinh dưỡng hơn nhưng ánh sáng dành cho quang hợp yếu hơn.
Hầu hết khoáng chất dinh dưỡng cung cấp cho sinh vật tự dưỡng ở lớp trên được tuần hoàn từ lớp dưới, tuy nhiên cũng có một phần nhỏ được vận chuyển từ những vùng biển xa đến. Đã từng có quan niệm rằng vùng trung tâm vòng hải lưu Bắc Thái Bình Dương là một "sa mạc đại dương", nơi hầu như không có khoáng chất dinh dưỡng đến từ các vùng đại dương khác; tuy nhiên hiểu biết về nơi này đã thay đổi. Dù rằng có lượng lớn khoáng chất được tuần hoàn từ lớp bên dưới, những quá trình động học như sóng nội, thủy triều, các dòng cuộn xoáy quy mô tầm trung, các dòng Ekman gây ra bởi gió, và các cơn bão có thể mang tới dinh dưỡng từ nơi xa.

### Vi sinh vật

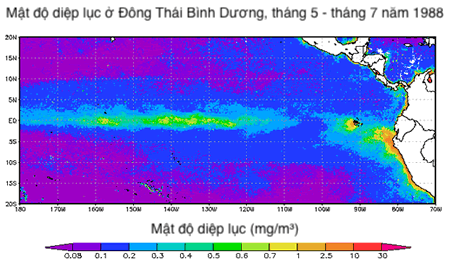
Mật độ diệp lục ở bề mặt Thái Bình Dương cho thấy vi sinh vật tự dưỡng tập trung ở gần xích đạo và một số vùng bờ biển hơn.

Sinh vật tự dưỡng ở vòng hải lưu Bắc Thái Bình Dương hiện tại chỉ gồm chủ yếu là các vi sinh vật. Chúng thu năng lượng Mặt Trời và CO2 và đóng vài trò khởi đầu cho chuỗi thức ăn. Trước năm 1978, từng có giả thuyết rằng tảo silic chiếm đa số ở vi sinh vật phù du tại đây, và chúng bị ăn bởi các động vật phù du cỡ milimét. Tuy vậy, ngày nay các nghiên cứu cho thấy các vi khuẩn, đặc biệt là vi khuẩn lam (còn được gọi là tảo lục lam), là thành viên chính của hệ vi sinh vật tự dưỡng của vòng hải lưu Bắc Thái Bình Dương, thực hiện phần lớn hoạt động quang hợp ở vùng biển này. Ngoài ra cũng có các cổ khuẩn đóng góp vào sự đa dạng sinh học của hệ vi sinh vật này. Kích thước nhỏ của các vi sinh vật có thể tạo lợi thế cạnh tranh ánh sáng và nguồn dinh dưỡng cho chúng ở bề mặt vòng xoáy hải lưu. Hệ vi sinh vật tự dưỡng tồn tại quanh năm ở đây, trong khi các sinh vật nhân thực tự dưỡng hoặc nằm nối tiếp trong chuỗi thức ăn chỉ xuất hiện theo mùa ở gần bề mặt.
Vi khuẩn lam và các vi sinh vật tự dưỡng khác tập trung nhiều hơn ở gần xích đạo và gần các bờ biển, do khu vực này có nhiều khoáng chất thiết yếu cho sinh trưởng, được đưa từ vùng nước sâu bên dưới lên bề mặt nhờ vào hiện tượng nước trồi duy trì hải lưu California và các dòng chảy Ekman xuất phát từ hải lưu Bắc Xích đạo. Hệ quả là vùng trung tâm của vòng hải lưu có năng suất quang hợp và sản xuất sinh khối chậm hơn các vùng quanh rìa.

### Phù du nhân thực

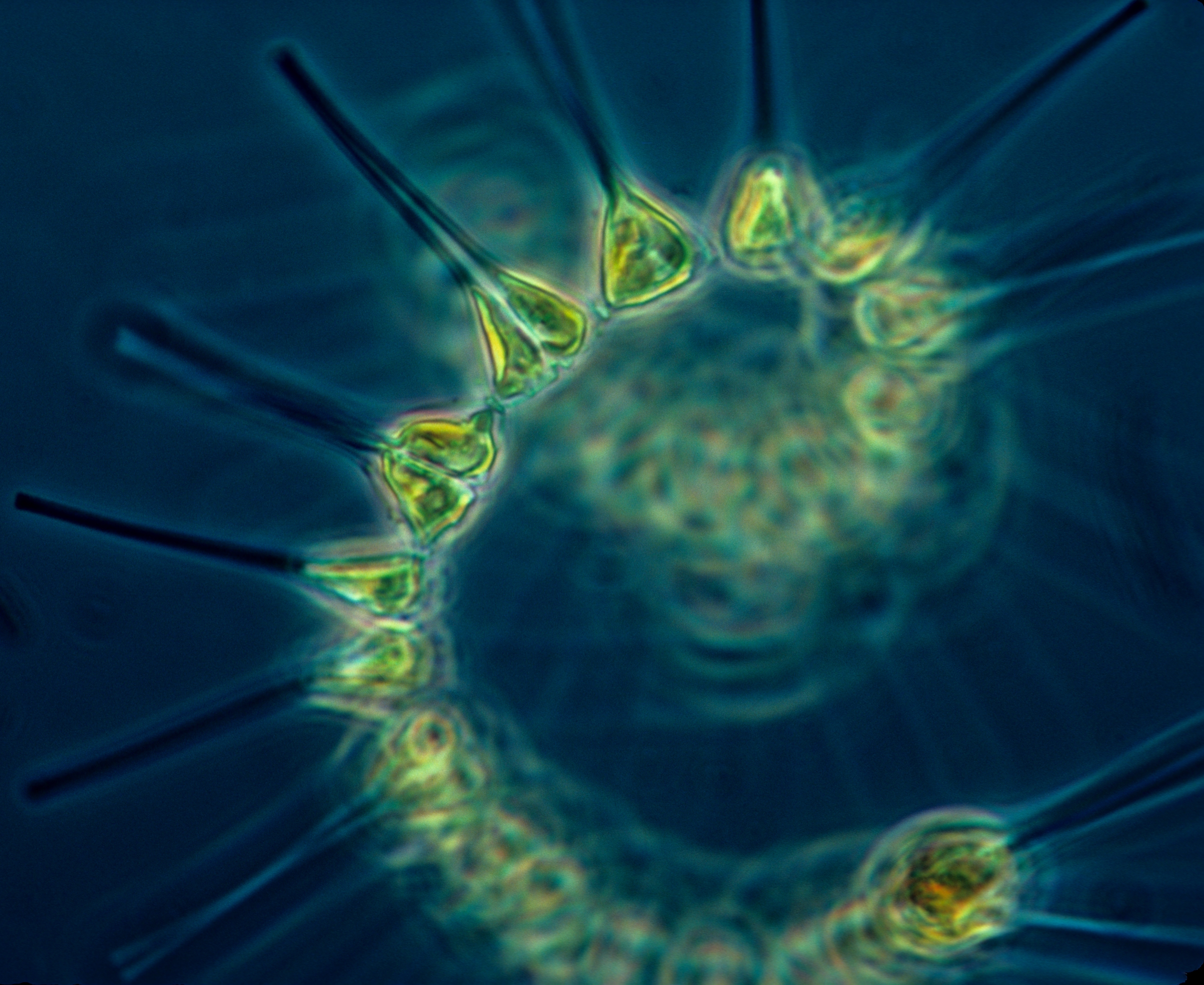
Thực vật phù du là các sinh vật nhân thực tự dưỡng xuất hiện không thường xuyên tại vòng hải lưu Bắc Thái Bình Dương.

Sự xuất hiện của các sinh vật nhân thực phù du ở vòng hải lưu phụ thuộc vào các nguồn cung dinh dưỡng được dịch chuyển đến bởi các hiện tượng thời tiết. Ở gần sát mặt biển, nguồn chất dinh dưỡng cho phù du nhân thực có giới hạn, tuy nhiên, các hiện tượng nhiễu loạn thời tiết bất thường hoặc theo mùa có thể làm thay đổi nguồn này, đôi khi dẫn đến các đợt bùng nổ sinh vật phù du nhân thực ở vòng xoáy hải lưu.
Các biến động hàng năm của nguồn dinh dưỡng gần mặt biển, và của các sinh vật nhân thực phù du tương ứng tiêu thụ các nguồn dinh dưỡng này, được gây ra bởi Dao động phương Nam và Dao động Mười năm Thái Bình Dương. Sự thay đổi nguồn dinh dưỡng có thể ở cấp độ hàng ngày đến hàng thập kỷ. Vào mùa xuân, thực vật phù du gần bề mặt có thể nở rộ do các dòng xoáy ở quy mô trung bình, hoặc do các nhiễu động khí quyển lớn - hai quá trình thời tiết có thể mang về nguồn khoáng chất nuôi thực vật phù du ở vòng xoáy hải lưu. Vào mùa hè, các đợt bùng nổ của sinh vật phù du tự dưỡng như tảo silic và phù du nhân thực dị dưỡng tiêu thụ vi khuẩn lam xuất hiện thường xuyên hơn, dường như do Dao động phương Nam. Các đợt bùng nổ này đã được quan sát ở phía đông của vòng hải lưu Bắc Thái Bình Dương, và chưa bao giờ xuất hiện từ kinh độ 160° Tây trở về phía tây. Giả thuyết để giải thích cho quan sát này là vòng xoáy vốn có ít phosphat, như phần phía đông có nhiều phosphat hơn.
Sự thay đổi sinh khối của các sinh vật tự dưỡng ở bề mặt vòng hải lưu Bắc Thái Bình Dương tác động mạnh đến chu trình dinh dưỡng, lưới thức ăn, và cả một số chu trình sinh địa hóa toàn cầu, đồng thời ảnh hưởng đến thành phần và khối lượng của các hoá chất và nguồn dinh dưỡng được trao đổi và cô lập ở các tầng biển sâu hơn bên dưới, do đó ảnh hưởng đến hệ sinh vật ở tầng biển sâu.

### Dải tầng ngoài

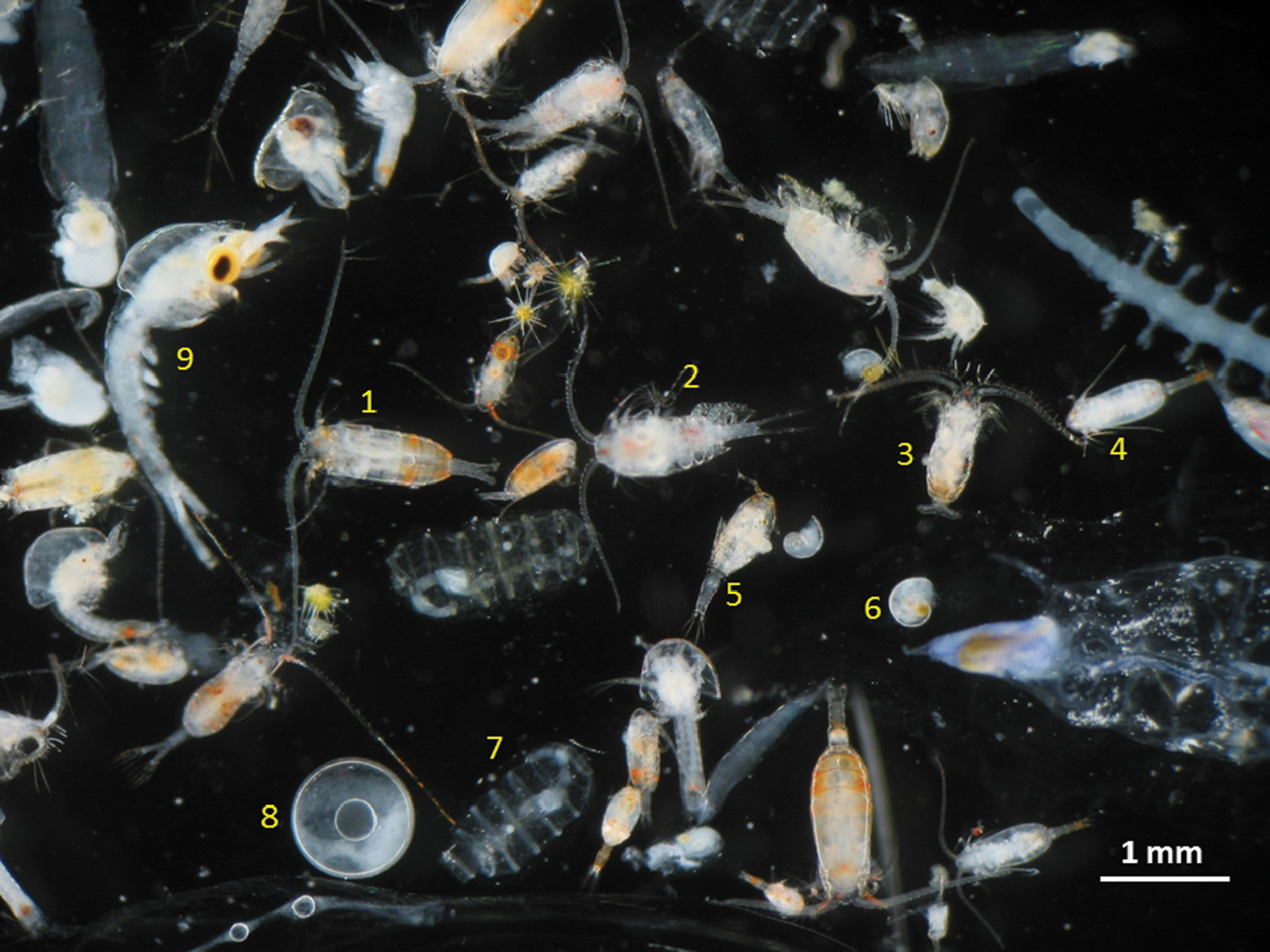
Một mẫu vật chứa các động vật phù du gồm trứng cá, doliolida, vài loài copepoda, và các ấu trùng lớp Chân bụng và giáp xác mười chân

Ở dải tầng ngoài, là vùng biển ở độ sâu từ 200m đến 1000m, các loài sinh vật nằm nối tiếp trong chuỗi thức ăn di cư theo chiều thẳng đứng và theo chiều ngang, có thể thoát ra hoặc đi vào trong vòng hải lưu. Ở vùng trung tâm vòng hải lưu là nơi có nhiều loài sinh vật sống cân bằng với nhau ở dải tầng ngoài. Biến động theo mùa của động vật phù du tại đây không nhiều.
Chưa có nhiều nghiên cứu về cá ở dải tầng ngoài của vùng cận nhiệt đới. Các loài cá không phân bố đều ở dải tầng ngoài của Thái Bình Dương cận nhiệt đới. Đặc tính địa lý của chúng phụ thuộc vào phân bố của các động vật phù du. Một số loài chỉ sống ở vùng trung tâm của vòng hải lưu, nơi có năng suất quang hợp chậm hơn. Các loài cá phổ biến là cá đèn lồng, gonostomatidae, photichthyidae, cá rìu biển sâu và melamphaidae.

### Vùng đáy nước

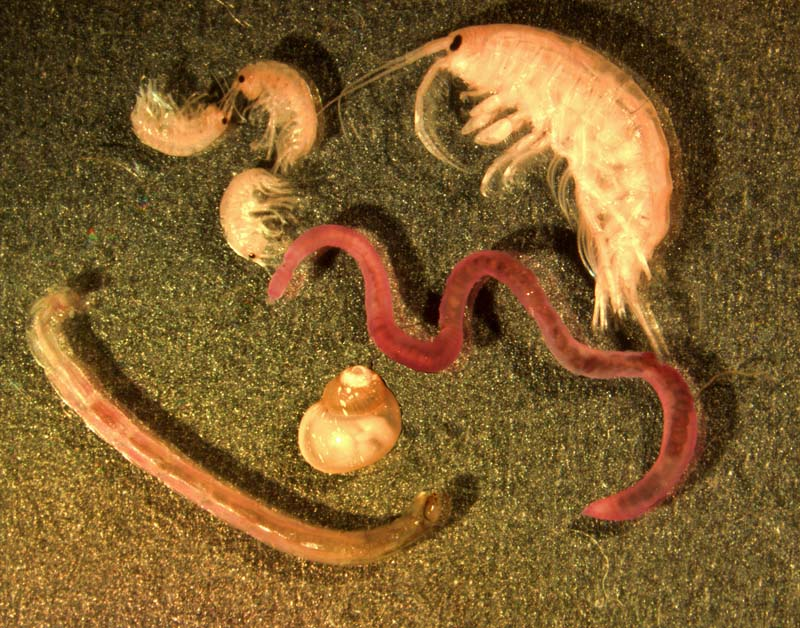
Một số sinh vật sống ở vùng đáy nước.

Đáy biển dưới vòng hải lưu Bắc Thái Bình Dương là lớp trầm tích đất sét mịn. Hệ sinh vật tại đây được nuôi dưỡng bởi các "cơn mưa" dưỡng chất rơi xuống từ các tầng biển bên trên. Đây là một trong những nơi ít thức ăn nhất của Trái Đất, do đó mật độ sinh khối của các sinh vật tại đây rất thấp. Trong lòng của lớp trầm tích đáy biển, các chất dinh dưỡng có chứa diệp lục, carbon, nitơ giảm dần theo độ sâu. Mật độ của hệ động vật nằm trong lớp trầm tích cũng giảm dần tương ứng, và sinh vật của vùng đáy nước chủ yếu nằm ở mặt tiếp giáp giữa nước biển với trầm tích. Biểu đồ mật độ giảm theo độ sâu này áp dụng cho cả vi khuẩn và các sinh vật có kích cỡ lớn hơn (trên 0.5mm) như trùng lỗ hay giun tròn thân mềm. Một số loài sinh vật lớn khác ở lớp trầm tích có trùng lỗ vỏ calci, copepoda, giun polychaete, và các loài thân mềm hai mảnh vỏ. Các loài sinh vật vùng đáy nước này phụ thuộc gần như hoàn toàn vào nguồn thức ăn rơi từ phía trên xuống đáy. Bất cứ thay đổi tiêu cực nào của hoạt động quang hợp tại bề mặt đều là nguy cơ cho hệ sinh vật vùng đáy nước, có tiềm năng tác động tiêu cực ngược lại cho các vùng khác của vòng hải lưu Bắc Thái Bình Dương.